# Половецкие пляски
«Полове́цкие пляски» — балетный фрагмент 2-го действия оперы «Князь Игорь» русского композитора Александра Бородина.
Хор и половецкий танец оркестрованы Бородиным при участии Николая Римского-Корсакова к концерту Бесплатной музыкальной школы 27 февраля 1879 года. Римский-Корсаков в своей «Летописи» упоминает об участии в оркестровке Анатолия Лядова, однако рукописными материалами это не подтверждается.
Источником для либретто, написанного самим автором при участии Владимира Стасова, послужил памятник древнерусской литературы «Слово о полку Игореве», рассказывающий о неудачном походе князя Игоря против половцев. Для написания оперы Бородин познакомился с сохранившимся в Венгрии у потомков половцев половецким фольклором. По семейному преданию, род отца Александра Бородина, имеретинского князя Луки Гедеанова (Гедеванишвили), происходил из половецких князей, ассимилированных грузинами.
«Половецкие пляски» приобрели огромную популярность и стали одним из самых известных и узнаваемых в мире фрагментов русской классической музыки.

## Содержание
Половецкий стан. Вечер. Девушки-половчанки танцуют и поют песню, в которой сравнивают цветок, жаждущий влаги, с девушкой, надеющейся на свидание с любимым.
Хан Кончак предлагает пленённому новгород-северскому князю Игорю Святославичу свободу в обмен на обещание не поднимать на него меча. Но Игорь честно говорит, что если хан отпустит его, он тут же соберёт полки и ударит вновь. Кончак сожалеет, что они с Игорем не союзники, и зовёт пленников и пленниц, чтобы те повеселили их.
Начинается сцена «Половецкие пляски». Сначала танцуют и поют девушки (хор «Улетай на крыльях ветра»). Хореографическое действие поставлено на удивительные по красоте и мелодичности арии простой половецкой девушки и ханской дочери Кончаковны.
Затем начинается общая пляска половцев. Действие завершается общей кульминационной пляской.
Балетный фрагмент половецких плясок стал отдельным балетным спектаклем на 15 минут. В опере он идёт в начале и в конце второго акта.
| Сцена | Время | Музыка | Участие балета                       |
| 1 Хор половецких девушек | 6'10  | «На безводье, днём на солнце», Половецкая девушка, хор | кордебалет                           |
| 2 Пляска половецких девушек | 2'21  | |                                      |
| 3 Кавантина Кончаковны | 5'56  | «Меркнет свет земной», Кончаковна, хор |                                      |
| 4 Сцена и хор | 2'50  | «Подруги-девицы, напоите пленников», Кончаковна, хор |                                      |
| 5 Речитатив и Каватина Владимира | 5'41  | «Медленно день угасал», Владимира Игоревич |                                      |
| 6 Дуэт | 5'25  | «Ты ли Владимир мой», Кончаковна, Владимир Игоревич |                                      |
| 7 Ария князя Игоря | 6'49  | «Ни сна, ни отдыха измученной душе», князь Игорь |                                      |
| 8 Сцена князя Игоря с Овлуром | 4'07  | «Позволь мне, княже, слово молвить», князь Игорь, Овлур |                                      |
| 9 Ария Кончака | 6'57  | «Здоров ли князь», Кончак и князь Игорь |                                      |
| 10 Речитатив | 3'22  | «Гей, пленниц приведи сюда», Кончак, князь Игорь |                                      |
| 11 Половецкая пляска с хором | 10'55 | «Улетай на крыльях ветра», Кончак, хор Улетай на крыльях ветра Ты в край родной, родная песня наша, Туда, где мы тебя свободно пели, Где было так привольно нам с тобою. Там, под знойным небом, негой воздух полон, Где под говор моря дремлют горы в облаках. Там так ярко солнце светит, Родные горы светом заливая, В долинах пышно розы расцветают, И соловьи поют в лесах зелёных; И сладкий виноград растёт. Там тебе привольней, песня… Ты туда и улетай! | Половецкая девушка, чага, кордебалет |
| «Улетай на крыльях ветра», Кончак, хор Улетай на крыльях ветра Ты в край родной, родная песня наша, Туда, где мы тебя свободно пели, Где было так привольно нам с тобою. Там, под знойным небом, негой воздух полон, Где под говор моря дремлют горы в облаках. Там так ярко солнце светит, Родные горы светом заливая, В долинах пышно розы расцветают, И соловьи поют в лесах зелёных; И сладкий виноград растёт. Там тебе привольней, песня… Ты туда и улетай! |       | |                                      |

## Постановки
Премьера оперы состоялась 23 октября (4 ноября) 1890 года в Мариинском театре.
- Постановки балетного действия:
- 23 октября 1890 года — Мариинский театр, Петербург — балетмейстер Лев Иванов создал самостоятельный одноактный балет в Мариинском театре, в составе оперного спектакля[2]
- 19 мая 1909 года — «Русские сезоны», Театр Шатле, Париж — постановка Михаила Фокина. Дирижёр: Э. А. Купер, сценография: Н. К. Рерих. Исполнители: А. Р. Больм, Е. А. Смирнова, С. Ф. Фёдорова
- 22 сентября 1909 года — Мариинский театр, Петербург. Балетмейстер Михаил Фокин. Дирижёр: Э. А. Крушевский, художник: К. А. Коровин. Исполнители: В. П. Фокина Л. Ф. Шоллар, Б. Ф. Нижинская, С. Ф. Фёдорова, А. Р. Больм
- 5 ноября 1914 года — Большой театр. Балетмейстер А. А. Горский, в составе оперного спектакля.
- 19 января 1934 года — Большой театр. Балетмейстер Касьян Голейзовский. Художник Ф. Ф. Федоровский. В 1951 году экранизирован — «Большой концерт»
- 1943 год — Балетмейстер Касьян Голейзовский. Постановка в Донецке
- 1953 год — Большой театр. Балетмейстер Касьян Голейзовский. Художник: Ф. Ф. Федоровский. Дирижёр: М. Н. Жуков. Экранизирован в 1972 году.
- 1955 год — Балетмейстер Касьян Голейзовский в театре им. Кирова, в Ленинграде.
- 1971 год — одноактный балет балетмейстера Игоря Моисеева в Ансамбле народного танца СССР. Премьеры: Дворец спорта у Версальских ворот в Париже, Москва, концертный зал Чайковского, Ленинград и другие города СССР. Балет экранизирован.

#### Постановка Голейзовского
При создании своей постановки Голейзовский досконально изучил историю. Как известно, исторической основой сюжета оперы Бородина «Князь Игорь» служит неудачный поход северских князей Игоря и Всеволода Святославовичей на половцев, воспетый в знаменитом «Слове о полку Игореве». Появление половцев на Руси относится ко второй половине XI века, точнее к 1061 году. За сто пятьдесят лет, до 1210 года насчитывалось около пятидесяти крупных половецких набегов.
Смешение стилей Касьян Ярославич объясняет тем, что племена постепенно вливались в половецкие орды, срастались с ними. Такое явление имело влияние на образование своеобразных плясовых приёмов половцев.
Балет ставился Голейзовским по партитуре. Каждый рисунок строился в согласовании с ритмом, мелодией и тембром оркестровых красок.
У Бородина восток в музыке подлинный, стихийный.
Касьян Голейзовский — «элементы в плясках»:
1. Синкопа, подчеркнутая в «пляске мужчин дикой», «пляске мальчиков», «чагах» и финале
2. Мелодия, заволакивающая, чарующая своей негой — «Пляска девушек плавная»
3. Гармония — знаменитые квинты Бородина, удачно и смело подчёркивающие общий рисунок
4. Динамика — ускоряющее движение от moderato до presto
5. Нюансировка — Сила звука. На акценты и паузы.

#### Постановка Фокина
19 мая 1909 года Михаил Фокин создал свою хореографическую версию «Половецких плясок» в дягилевских русских сезонах, премьера прошла в театре «Шатле», Париж. С декорациями Николая Рериха (включая театральный задник 1908 года размером 10 × 23 метра), дирижёр Эмиль Купер; роли исполняли — Адольф Больм, Елена Смирнова, Софья Фёдорова (Фёдорова 2-я).
Вера Красовская писала о том, как Фокин воплотил в танце свои хореографические фантазии и убедительно раскрыл музыкальные образы.
Свирепые на вид, с перепачканными копотью и грязью лицами, их сборище больше напоминало логовище диких зверей, чем человеческий стан… Пленительно-прекрасный, полный истомы волнообразный танец девушек, сметает бешеная вихревая пляска половцев, которые мчатся, взвиваясь в воздух. Занавес опускался в момент полного разгула и безумия пляски.Вера Красовская
С октября 2008 года Андрис Лиепа готовил программу к столетнему юбилею дягилевских «Русских сезонов» с труппой Кремлёвского дворца.
В марте/апреле 2011 года показ балета состоялся в «театре Елисейских полей».
В 1906 году — Дягилев вывез во Францию „Выставку Русского портрета“, 1907 год — стал музыкальным сезоном, когда впервые выехали Скрябин, Римский-Корсаков и Фёдор Шаляпин. А в сезоне 1908/1909 появился балет, покоривший всю европейскую публику, и с этого началось торжественное шествие русской культуры по Западной Европе. Я считаю, „Русские сезоны. XXI век“ — это продолжение того триумфального шествия русского искусства, начатого когда-то Сергеем Дягилевым. Влияние, которое дягилевские сезоны оказали на развитие европейского искусства в целом, переоценить просто невозможно.Андрис Лиепа

## Музыка

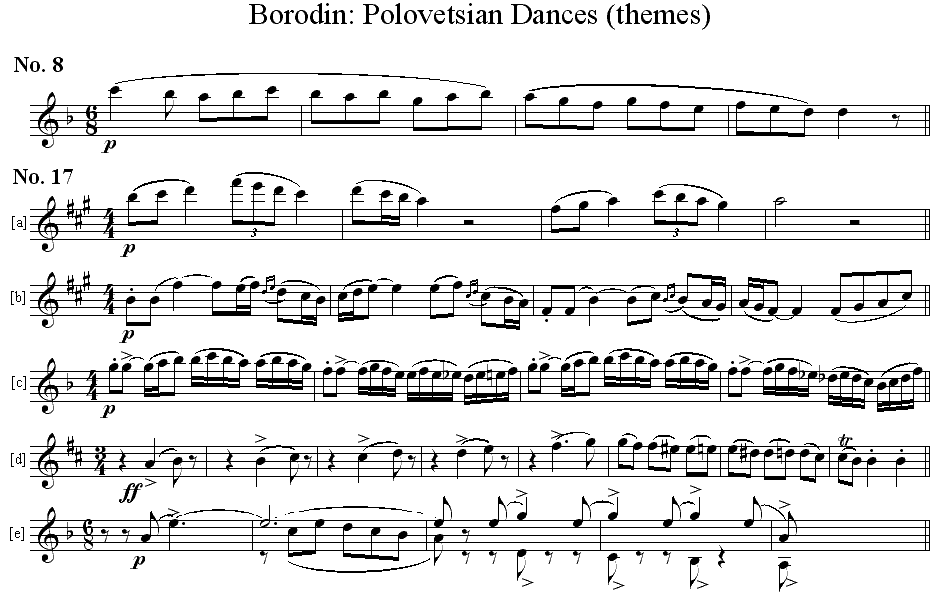
Фрагменты тем «Половецких плясок»

- Акт начинается с Хора половецких девушек и Арии Кончаковны
- Пляска половецких девушек — первый танец (No. 8, presto, 6/8, F major)
- Половецкая пляска с хором — (No. 17. Introduction: Andantino, 4/4, A Major)
- Медленный танец половецких девушек (Andantino, 4/4, A Major)
- Пляска мужчин дикая (Allegro vivo, 4/4, F Major)
- Общая пляска (Allegro, 3/4, D Major)
- Пляска мальчиков (Presto, 6/8, D Minor)
- Танец Девушек, «скользящий» (в музыке реприза (reprise) в сочетании с танцем мальчиков в быстром темпе (Moderato alla breve, 2/2)
- Танец мальчиков и танец половцев (reprise, Presto, 6/8, D Minor)
- Финальный кульминационный танец (Allegro con spirito, 4/4, A Major)

### Запись музыки
1. 1970 — «Мелодия»
2. 1978—1979 — ГАБТ: Иван Петров, Татьяна Тугаринова, Владимир Атлантов, Артур Эйзен, Александр Ведерников, Елена Образцова
3. 1997 — Jimmy Ltd. — BSA — Jimmy Music Group «Jimmy Classic» ADD/ OM 03 — 122—124 (Swiden)

#### Аранжировка музыки Бородина
Популярную мелодию исполняют многие известные современные музыканты и джазмены в собственной аранжировке: французский пианист Ричард Клайдерман, российский саксофонист Алексей Козлов.
Записала песню на английском языке Сара Брайтман.
В 1953 году был создан мюзикл Кисмет, песня из которого «Stranger in Paradise», была позднее выпущена как отдельный сингл Тони Беннеттом в 1954 году. В дальнейшем она так же была записана и другими исполнителями среди которых: группа The Four Aces, Тони Мартин, Рэй Коннифф, Сара Брайтман.
В 1975 году Хулио Иглесиас использовал тему Половецких плясок в своей песне «Quiéreme» из одноименного альбома.
Симфо-группа «Niobeth» сделала свою кавер-версию «Polovtsian Dances» в 2011 году.
Российская группа «Ария» в сингле «Поле битвы» (2009) также записала свою версию аранжировки («На крыльях ветра»).
Американский рэп исполнитель Warren G вместе с норвежской звездой сопрано Sissel Kyrkjebø, в 1998 году, записал сборник The Rapsody Overture, представляющий собой сочетание рэпа и классической музыки, где он читает рэп на музыку из оперы А. П. Бородина «Князь Игорь»
Саундтрек аниме-сериала Kareshi Kanojo no Jijou, созданный композитором Сиро Сагису, содержит в себе аранжированные фрагменты «Половецкой пляски с хором».
Использовалась в саундтреке игры Catherine.
Использовалась в саундтреке игры Bioshock Infinite в дополнении Burial at Sea.
Аранжированные фрагменты использовалась в саундтреке игры X4 в дополнении Cradle of Humanity.